# Dünentod – Tödliche Geheimnisse
Dünentod – Tödliche Geheimnisse ist die siebte Folge aus der Krimi-Reihe Dünentod – Ein Nordsee-Krimi von Stephan Rick aus dem Jahr 2025. Er basierend auf dem Roman Dünensturm von Sven Koch. Die Hauptrollen spielen Hendrik Duryn und Pia Micaela Barucki. Die Erstausstrahlung erfolgte am 18. Februar 2025 bei RTL unter dem Label Tödlicher Dienstag.

## Handlung
Enno Büttner, ein ehemaliger Schulkamerad von Kommissarin Femke Folkmer, wird tot am Strand aufgefunden. Zunächst sieht es nach Ertrinken aus, aber Strangulations- und Folterspuren deuten auf ein Tötungsdelikt. Folkmer und Wolf ermitteln, dass sein letztes Telefonat einer Apotheke galt. Hier hatte er angeblich nur nach Ritalin gefragt, doch diese Antwort erscheint den Ermittlern nicht sehr glaubwürdig.
Die Spurensuche im Wohnwagen des Opfers deutet darauf hin, dass Büttner sich seinen Unterhalt als Einbrecher verdient hat. Unter dem Diebesgut waren wertvolle Armbanduhren. Die Registriernummern identifizieren den Steuerberater Ulrich Wagner als Besitzer. Der hatte den mutmaßlichen Diebstahl nicht gemeldet, weil er meinte, die Stücke nur verlegt zu haben, da es an keinem Tag Einbruchsspuren gab. Kurze Zeit später wird er jedoch erschlagen aufgefunden. Um den Ermittlern bei der Aufklärung des Mordes ihres Chefs zu helfen, gibt die Haushälterin zu, an einem Tag nicht aufgepasst zu haben und ein Einbrecher unbemerkt ins Haus gelangt war. Dabei wurden die Uhren gestohlen und möglicherweise hängt diese Tat damit zusammen.
Als sich am nächsten Tag Wagners Freund Simon Richter umbringt, vermuten die Ermittler, dass hier ihnen jemand einen Täter servieren wollte, um von sich selbst abzulenken. Dennoch könnte es auch wirklich nur Suizid gewesen sein, da Wagners Tod ihn sehr getroffen hat. Sein Abschiedsbrief, er „könne mit seiner Schuld nicht weiterleben“ war allerdings per Computer geschrieben. Bei der Obduktion wird auch klar, dass er durch eine Überdosis an Fentanyl gestorben ist, die ihm jemand injiziert hatte.
Die weiteren Ermittlungen führen zunächst zu einem Segelverein. Das klarste Mordmotiv hat hier der Vereinsbetreiber Geert Svensson, denn auf einem seiner Boote, zu denen allerdings alle Vereinsmitglieder Zugang haben, findet sich ein Rest des Seils, das um Büttners Hals geschnürt war. Svensson hatte Pläne für ein Neubau-Projekt in unmittelbarer Strandnähe, was aber Büttner durch die Meldung einer angeblich gesichteten besonderen Möwenart verhindern wollte. Da das Bauland, das Svensson von Wagner gekauft hatte, nun erst einmal wertlos war, stellt das ein Motiv auch für den Mord an Wagner dar.
Die Ermittler finden heraus, dass Büttner bei seinem Einbruch bei Wagner sehr wahrscheinlich mit Simon Richter zusammen gearbeitet und nicht nur die wertvollen Uhren gestohlen hatte, sondern dabei auch einen darin versteckten Datenträger. Wagner war sowohl Steuerberater als auch Buchhalter der Apotheke, die unter anderem Krebsmedikamente selber herstellt. Diverse Indizien deuten darauf hin, dass hier Betrug vorliegt, was Wagner entdeckt und sich die Beweise gesichert hatte. Als Büttner erkannte, was diese Daten wert sein könnten, versuchte er die Apothekenbetreiber damit zu erpressen, daher der späte Anruf kurz vor seinem Tod. Somit wurden auch Wagner und Richter als potentielle Mitwisser des Medikamentenbetrugs beseitigt.
Als sie der Apothekerin Linnewever auf die Spur kommen, überwältigt sie sowohl die Kommissarin, als auch Kundin Nora Lemann, die von der Apothekerin Rechenschaft darüber fordern wollte, warum sie ihrem krebskranken Vater wirkungslose Krebsmedikamente geliefert hatte. Während Apothekerin Linnewever die beiden Frauen nur betäubt, injiziert sie sich selbst ein tödliche Dosis Fentanyl. Sie hinterlässt einen Abschiedsbrief, in welchem sie alle Schuld auf sich nimmt.

## Hintergrund
Die Dreharbeiten zu Tödliche Geheimnisse erfolgten vom 1. Mai bis zum 3. Juli 2024 an der Nordsee auf Norderney, in Norddeich und Wilhelmshaven sowie in Berlin. Der Film basiert auf dem Kriminalroman Dünensturm von Sven Koch, was auch als Arbeitstitel für die Dreharbeiten benutzt wurde.
Für Hauptdarstellerin Pia-Micaela Barucki ist es der letzte Film der Krimireihe. Sie verlässt das Thriller-Format auf eigenen Wunsch, um sich neuen Projekten zu widmen. Weitere Folgen mit Hendrik Duryn wurde vonseiten des Senders bereits bestätigt. Ob Tjark Wolf darin allein ermittelt oder mit einer neuen Partnerin oder einem neuen Partner bleibt derzeit noch offen.

## Kritik
Tilmann P. Gangloff schrieb für Tittelbach.tv: „Die zweite neue Episode 2025 aus der RTL-Reihe erzählt eine interessante Geschichte aus der Welt der Reichen, erzeugt allerdings wenig Krimispannung. Sehenswert ist ‚Tödliche Schatten‘ (MadeFor) vor allem wegen des teilweise namhaften Ensembles und des auch ohne viele Worte funktionierenden Zusammenspiels zwischen Hendrik Duryn und Pia Barucki (leider zum letzten Mal) als Außendienstduo sowie Yasemin Cetinkaya als Frau für die Hintergrundrecherche. Ansonsten entspricht der insgesamt siebte ‚Dünentod‘-Film inhaltlich und optisch dem handelsüblichen Krimi-Reihen-Niveau, wandelt also diesmal nicht auf Thriller-Spuren.“
Die Evangelisch.de bewertete den Film als: „ein ganz gewöhnlicher Krimi; für einen gewissen Reiz sorgt allein der persönliche Bezug der Kommissarin.“ „Etwas enttäuschend ist zudem die Umsetzung durch Stephan Rick: Spannend wird der Film erst zum Finale, das gewissermaßen ein Pendant zum letzten Fall bildet; dort schien Wolf dem Tode geweiht, nun schwebt die Kollegin in Lebensgefahr. Die zuletzt noch sehr besondere Bildgestaltung (wieder Henner Besuch) entspricht diesmal dem üblichen Fernsehfilmniveau.“
Oliver Armknecht von film-rezensionen.de meinte, im Film „muss die Polizei eine Mordreihe aufklären und auch das Rätsel eines Einbruchs lösen. Die persönliche Verwicklung der Protagonistin ist überflüssig, glaubwürdig ist der Film auch nicht so wirklich. Der Krimi gibt einem aber ordentlich zum Grübeln mit“, denn man „lässt sich lange nicht in die Karte schauen und konzentriert sich auf die Sache mit dem Einbruch. Dass dieser irgendwie mit dem Mord zusammenhängt, ist offensichtlich. Auch dass dabei Uhren gestohlen wurden, wird verraten. Und doch ist die Geschichte mysteriös, weil das auf den ersten Blick keinen Sinn ergibt.“ „Grundsätzlich ist das Motiv, das zum Schluss verraten wird, schon nachvollziehbar […]. Der Film wird teilweise dabei auch schön gemein. Nur ist er ziemlich überzogen, teilweise sehr reißerisch. Glaubwürdigkeit sollte man da besser nicht erwarten, wie so oft bei dieser Reihe.“